# Депал Хорцен
Депал Хорцен (тиб. ཨིདེ་དཔལ་ཁོར་བཙན; 870–900) — останній володар Західнотибетського царства у 893—900 роках.

## Життєпис
Походив з династії Ярлунг. Син ценпо Одсруна. Народився 870 року. Тоді ж оголошений співволодарем батька. Спадкував трон 893 року. Намагався спиратися на буддистів для відновлення потуги держави. Боровся з місцевими воєначальники (кхонпонами) та кланами знаті, що активізували утворення власних незалежних «князівств». Не досяг значних успіхів в своїх планах.
900 року був вбитий прихильником релігії бон, що стало початком потужного повстання вояків й знаті, водночас боротьби між ними. Старший син — Карші Цепапал — боровся з заколотом до своєї загибелі у 910 році (за цим регіон Цанг розпався на дрібні володіння), молодший син — К'їде Н'їмагон — створив на південному заході державу Нгарі-Корсум, яка після його смерті 930 року розпалася на держави Гуге, Мар'ул, Занскар, Лахул-Спіті.